# Premier ministre de Finlande
Le Premier ministre de Finlande (en finnois : Suomen pääministeri ; en suédois : Finlands statsminister) est le chef de gouvernement de la Finlande.
Nommé par président de la République, il est élu par le Parlement, devant lequel il est responsable. Il est à la tête du gouvernement.
L'actuel titulaire de ce poste est Petteri Orpo depuis le 20 juin 2023.

## Histoire
En 1918, le Sénat de Finlande change de nom et d'attributions pour devenir le Conseil d’État de Finlande, et le titre de Vice-Président de la division économique du Sénat change, pour être remplacé par celui de Premier ministre.
Kesäranta, située dans le quartier de Meilahti à Helsinki, devient alors la résidence officielle du Premier ministre de Finlande en 1919.
Depuis son indépendance, déclarée le 6 décembre 1917, la Finlande a compté 75 cabinets, dont l'actuel, les plus longs étant les deux cabinets de Paavo Lipponen, pour une durée de 1 464 jours chacun.

## Nomination
D'après la Constitution de Finlande, l'Eduskunta élit le Premier ministre, qui est nommé par le Président pour cette fonction. « Avant qu'il soit procédé à l'élection du Premier ministre, les groupes parlementaires négocient le programme gouvernemental et la composition du gouvernement. Le Président de la République, sur la base de ces négociations, après avoir entendu le président du Parlement, communique au Parlement le nom du candidat au poste de Premier ministre. Le candidat est élu Premier ministre s'il a obtenu en sa faveur au Parlement, lors d'une élection à scrutin ouvert, plus de la moitié des suffrages exprimés.
Si le candidat n'obtient pas la majorité requise, un nouveau candidat au poste de Premier ministre est proposé, conformément à la même procédure. Dans le cas où le nouveau candidat n'obtient pas plus de la moitié des suffrages exprimés, le Parlement procède à l'élection au scrutin ouvert du Premier ministre. Est alors élu le candidat ayant recueilli le plus de voix ».
Cette procédure a été utilisée pour la première fois pour l'élection de Anneli Jäätteenmäki au poste de Premier ministre en 2003. Auparavant, le Président nommait le candidat qui avait obtenu la majorité relative au troisième tour de scrutin, normalement le chef du parti le plus représenté. Avant que la nouvelle Constitution entre en vigueur, tous les pouvoirs de nomination du Premier ministre et du Conseil d’État était le privilège du président, qui était libre de s'écarter des principes parlementaires, bien que les ministres nommés devaient avoir la confiance du Parlement.
Le premier ministre nomme les membres restants du Conseil d’État, qui sont ensuite, avec le consentement du Parlement, nommés par le Président.

## Salaire et avantages
Le salaire du Premier ministre est, d'après la loi, le même que celui du Président du Parlement soit 11 675 €/mois en date du 1er mai 2011. Le Premier ministre reçoit aussi la moitié d'un salaire parlementaire en qualité de membre du Parlement. Le salaire parlementaire étant au moins de 6 335 €/mois au 1er mai 2011, le Premier ministre finlandais a un salaire total d'au moins 14 842 €/mois. Le salaire est soumis à l'impôt normal sur les revenus.
Le Premier ministre a droit à 30 jours de congé chaque année. La maintenance, les équipes et services de la résidence officielle (Kesäranta) sont payés par le gouvernement. Des services de transport et de sécurité sont à sa disposition.

## Résidence
Le Premier ministre de Finlande dispose d'une résidence officielle, dans laquelle se trouve également ses bureaux, Kesäranta, située dans le quartier de Meilahti, à Helsinki, la capitale de la Finlande.

## Sources